# Єфремов Георгій Іванович
Єфремов Георгій Іванович — радянський український кінооператор. Нагороджений двома орденами «Знак Пошани», медалями.

## Біографічні відомості
Народився 10 жовтня 1903 р. в Києві в родині службовця. Закінчив Київський кіноінститут (1935).
Працював помічником і асистентом оператора у ВУФКУ (1928—1934), оператором Київської студії художніх фільмів (1934—1939) і на студії «Київтехфільм», оператором Київської кіностудії науково-популярних фільмів (1940—1971).
Був членом Спілки кінематографістів України.
Помер 2 серпня 1982 р. в Києві. 

## Фільмографія
Операторські роботи:
- «Компресори»,
- «Бавовна»,
- «Українські пісні на екрані»,
- «Академік Лисенко»,
- «Майстри врожаїв»,
- «Метод Семиволоса»,
- «Диспетчерська централізація»,
- «Колісна пара»,
- «Подолання гірських річок»,
- «Перевозки танків»,
- «Виноробство»,
- «Карпати»,
- «В гирлі Дунаю»,
- «В садах Молдавії»,
- «Київ»,
- «Конярство»,
- «Шовківництво в СРСР»,
- «Цього могло не трапитись»,
- «Секрет успіху»,
- «Трактор»,
- «Курорти Карпат»,
- «Вони були першими»,
- «Гібриди кукурудзи»,
- «По Східному Криму»,
- «Хмельоводи»,
- «Євпаторійська здравниця» (реж. Л. Твердохлібова),
- "Приїздіть в «Комунар»,
- «Ми не маленькі»,
- «Резерви зниження собівартості»,
- «Український рис»,
- «Виробництво вапна»,
- «Велику енергетику — селу»,
- «Нові методи будівництва електричних залізниць»,
- «Самохідне шасі»,
- «Фрукти цілий рік»,
- «Механізація робіт в горах»,
- «Повітряне охолодження тракторних двигунів» тощо.